# Abraham Philipp Schuldt
Abraham Philipp Schuldt (* 9. April 1807 in Hamburg; † 29. Februar 1892 ebenda) war ein Hamburger Kaufmann und Stiftungsgründer.

## Leben
Abraham Philipp Schuldt wurde am 9. April 1807 in Hamburg als Sohn des Kaufmanns Joachim Michael Schuldt und dessen Ehefrau Catharina Agneta Schuldt geb. Kryck geboren. Der Vater war Alleininhaber der Firma J. C. Haack & Schuldt, einem Kommissions- und Speditionsgeschäft, welches sich hauptsächlich dem Import von russischem Getreide widmete. Er hatte einen älteren Bruder namens Martin Heinrich.
Die Kindheit beider fiel in die Zeit der französischen Besatzung Hamburgs, die sogenannte Hamburger Franzosenzeit. In dieser Zeit, 1813, wurde der Vater nach der Wiederbesetzung Hamburgs durch die Franzosen als Geisel nach Harburg verschleppt, weil die Stadt mit der ersten Rate der geforderten Strafkontribution von 48 Millionen Francs in Verzug geraten war.
Der Vater sollte 80.000 Francs für seine Freilassung zahlen, was auf sein beträchtliches Vermögen schließen lässt. Die Mutter starb am 2. Juni 1819, als Abraham Philipp zwölf Jahre alt war.
Seine Lehrzeit absolvierte er zusammen mit seinem Bruder in der Firma des Vaters, die nun auch Finanzierungsgeschäfte betrieb. Es folgte ein fünfjähriger Aufenthalt im Ausland, vor allem in Bordeaux, zur Erweiterung seiner kaufmännischen Kenntnisse. Der Vater machte ihn danach zum Teilhaber der Firma, entfernte ihn aber wieder aus dem Geschäft, nachdem dieser eigenmächtige Spekulationen mit einem wirtschaftlich ungünstigen Ausgang durchführte. Er erhielt daraufhin ein vom Vater bewilligtes Jahreseinkommen.
Als der Vater am 1. Januar 1832 mit 55 Jahren in Rente ging, übernahm sein ältester Sohn Martin Heinrich die Firma, starb aber schon am 30. Mai 1834 mit nur 29 Jahren in Pisa, so dass Abraham Philipp Alleininhaber der Firma wurde. Der Vater übte allerdings immer noch eine gewisse Kontrollfunktion aus. Nach wenigen Jahren am 1. Januar 1839 liquidierte Abraham Philipp die Firma allerdings, wahrscheinlich weil ihm die Lust und das Interesse am Geschäft fehlten und es häufiger zu Differenzen mit seinem Vater kam.
In den Folgejahren widmete er sich eher dem gesellschaftlichen Vergnügen. Dies führte wohl auch dazu, dass sein Vater ihn in seinem Testament von 1841 zwar zum einzigen Erben erklärte, aber auch verpflichtete, den umfangreichen Grundbesitz nicht verkaufen oder hypothekarisch belasten zu dürfen. Abraham Philipp war wahrscheinlich weiter kaufmännisch tätig und sammelte Kunstgegenstände.
Am 16. März 1857 starb der Vater und hinterließ ihm ein beträchtliches Erbe, das unter anderem auf einen großen Grundbesitz fußte und aus dem sich weiterhin einige Mieteinnahmen ergaben. Schon ein Jahr später kaufte er den umfangreichen Besitz des königlich-bayrischen Generalkonsuls Adolph Ritter von Hildebrandt an den Hohen Bleichen in Hamburg und ließ das Gebäude vom Architekten Martin Haller (später Mitglied der Hamburger Bürgerschaft) aufwendig umgestalten. Der herrschaftliche Wohnsitz mitsamt einem prächtigen Garten im französischen Stil entwickelte sich zu einer Sehenswürdigkeit Hamburgs. Auf dem Gelände waren edle Reitpferde untergebracht.
Als Vermieter seines Grundbesitzes zeigte sich Abraham Philipp Schuldt gegenüber seinen Mietern als großzügig und erhöhte die Mieten nicht. Damals wurden die Mieten noch halbjährlich bezahlt, was es jedoch Minderbemittelten schwer machte, da sie sechs Monate sparen mussten. Vor jedem Mietzinszahltag verteilte Schuldt einen großen Geldbetrag in kleinen Raten an Leute, allerdings ohne deren Bedürftigkeit zu prüfen, die dafür vor seinem Anwesen anstanden.

## Schuldts Testament

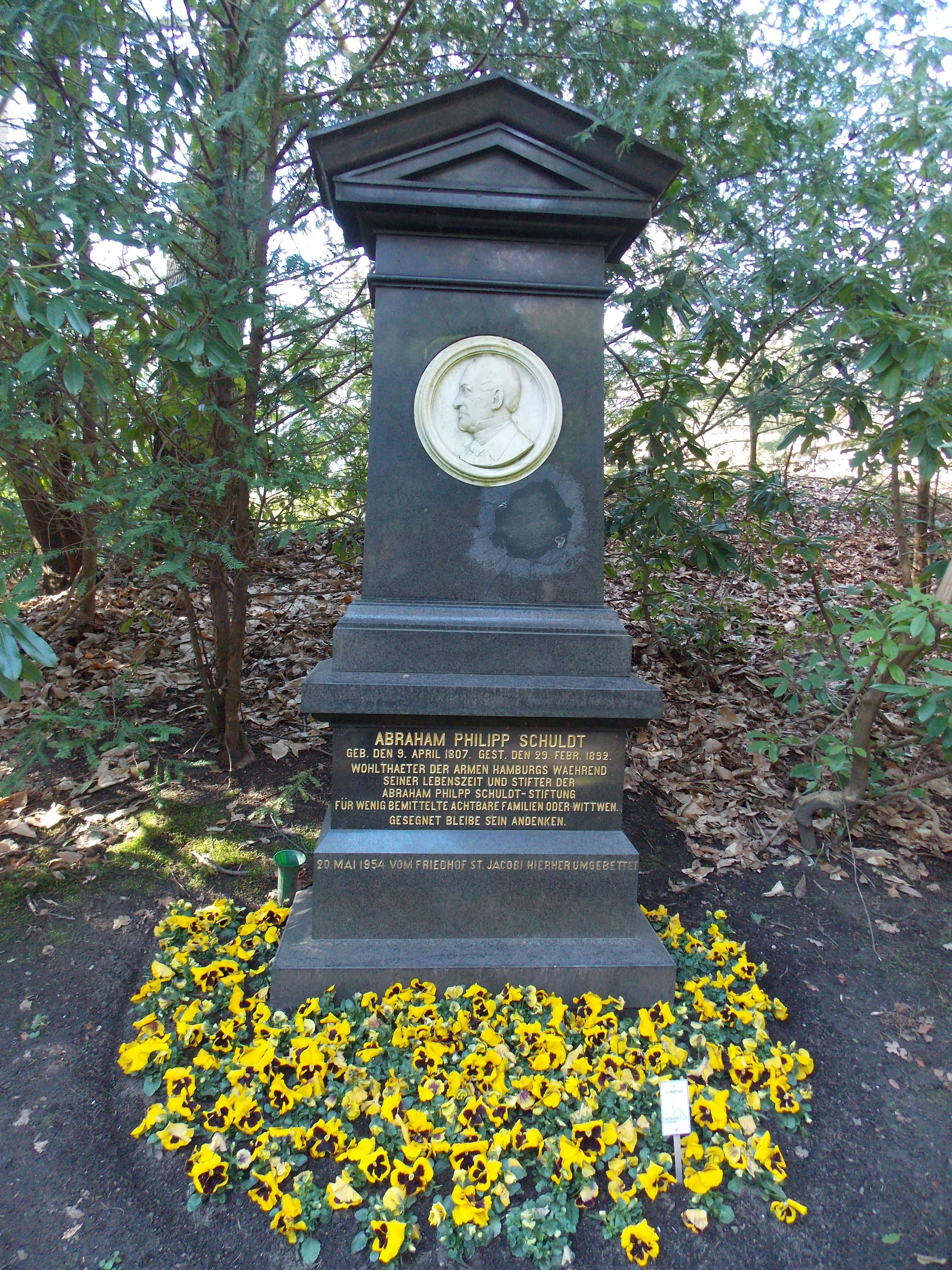
Grabmal Schuldts auf dem Friedhof Ohlsdorf

Am 14. Januar 1887 machte Schuldt sein Testament und verfügte, dass sein gesamtes Vermögen liquidiert und zur Gründung einer nach ihm benannten Stiftung verwandt werden sollte.
Wörtlich ist zu lesen: „Die Stiftung soll die Errichtung von kleinen Wohnungen bezwecken, welche aus zwei bis drei Zimmern, Vorplatz und Küche bestehen“.
Als Mieter waren respektable und unbescholtene Leute mit kleinem Einkommen vorgesehen. Dies war im Unterschied zu anderen Stiftungen, die preiswerte oder mietfreie Wohnungen für Witwen, unverheiratete Frauen ohne Beruf, Alte und Erwerbsunfähige zur Verfügung stellten. Zwei Drittel der Baukosten sollten aus dem Stiftungsvermögen bezahlt werden, das letzte Drittel war durch Aufnahme von Hypotheken oder Kontrahierungen von Schuldverschreibungen zu beschaffen. Die Zinsen dafür, sowie alle Gebühren, Verwaltungskosten und Reparaturen sollten aus den Mieteinnahmen bestritten werden.
Gegründet wurde die Abraham Philipp Schuldt-Stiftung am 28. August 1891 und besteht bis heute.
Abraham Philipp Schuldt starb am 29. Februar 1892 mit 85 Jahren, ohne vorher krank gewesen zu sein.
Seine letzte Ruhestätte befindet sich seit 1954 (Umbettung vom St. Jacobi-Friedhof) auf dem Ohlsdorfer Friedhof in Hamburg, wo sich ein Grabmonument mit einem weißen Portraitmedaillon befindet.

### Versteigerung
Schuldt hatte eine umfangreiche Kunstsammlung zusammengetragen, die zusammen mit den Möbeln und anderen Einrichtungsgegenständen im Haus Hohe Bleichen 19 vom 2. bis 5. Mai 1893 durch das Auktionshaus Lempertz versteigert wurden.

## Nachlasskataloge
- Katalog der ausgewählten und reichhaltigen Galerie moderner Gemälde aus dem Nachlasse des Rentners Herrn Abraham Philipp Schuldt zu Hamburg: Versteigerung zu Hamburg den 2. Mai 1893, Nachmittags 2 1/2 Uhr in der Villa des Erblassers ... durch J. M. Heberle (H. Lempertz' Söhne). 1893
- Katalog ausgewählter und hervorragender Kunstsachen, Mobilien, Einrichtungs-Gegenstände, etc., aus dem Nachlasse des Rentners Herrn Abraham Philipp Schuldt zu Hamburg ...: Versteigerung zu Hamburg, den 3. bis 5. Mai 1893 ... in der Villa des Erblassers, ... , J.M. Heberle (H. Lempertz Söhne), aus Köln. 1893